# Hans Fagius
Hans Fagius (* 10. April 1951 in Norrköping/Östergötlands län) ist ein schwedischer Organist.

## Leben und Wirken
Fagius ist seit 1989 Professor am Königlich Dänischen Musikkonservatorium in Kopenhagen. Studiert hat er unter anderem bei Alf Linder und Maurice Duruflé.
Fagius übt eine intensive Konzerttätigkeit vor allem in Europa aus. Er hat viele CDs aufgenommen, darunter Johann Sebastian Bachs vollständige Orgelwerke (insgesamt 17 CDs).
Er wird oft zu Meisterkursen eingeladen und als Mitglied der Jury bei Orgelwettbewerben zu Rate gezogen.
Hans Fagius ist Mitglied der Königlich Schwedischen Musikakademie. Er ist der Bruder des Neurologen Jan Fagius.

## Diskografie
- Johann Sebastian Bach. Vollständige Orgelwerke. BIS-SACD-1527/28 (2005)
- Alte schwedische Orgeln. BIS-CD-123/25 (1996)
- Maurice Duruflé: Veni Creator. Vollständiges Orgelwerk. BIS-CD-1304 (2002)
- Sigfrid Karg-Elert: Cathedral Windows. BIS-CD-1184 (2002)
- Sigfrid Karg-Elert: Pastels & Impressions. BIS-CD-1084 (2001)
- Schwedische Weihnacht. BIS-CD-1179 (2001)
- Johann Sebastian Bach: Die Kunst der Fuge. BIS-CD-1034 (2000)
- Die Kunst Hans Fagius’. BIS-CD-140/41 (1996)
- Orgelfavoriten. BIS-CD-365 (1987)
- Romantische schwedische Orgeln. BIS-CD-191 (1992)
- Felix Mendelssohn Bartholdy: 6 Orgelsonaten, 3 Präludien & Fugen u. a. BIS-CD-156/157 (1977/1980)